# William B. Umstead Bridge
Le William B. Umstead Bridge est un pont américain dans le comté de Dare, en Caroline du Nord. Ce pont routier permet à l'U.S. Route 64 de franchir le Croatan Sound entre le continent et l'île Roanoke. Construit en 1955, il est nommé en l'honneur de l'homme politique démocrate William B. Umstead.